# Санто (Виченца)
Санто је насеље у Италији у округу Виченца, региону Венето.
Према процени из 2011. у насељу је живело 594 становника. Насеље се налази на надморској висини од 95 м.